# Ebkeriege

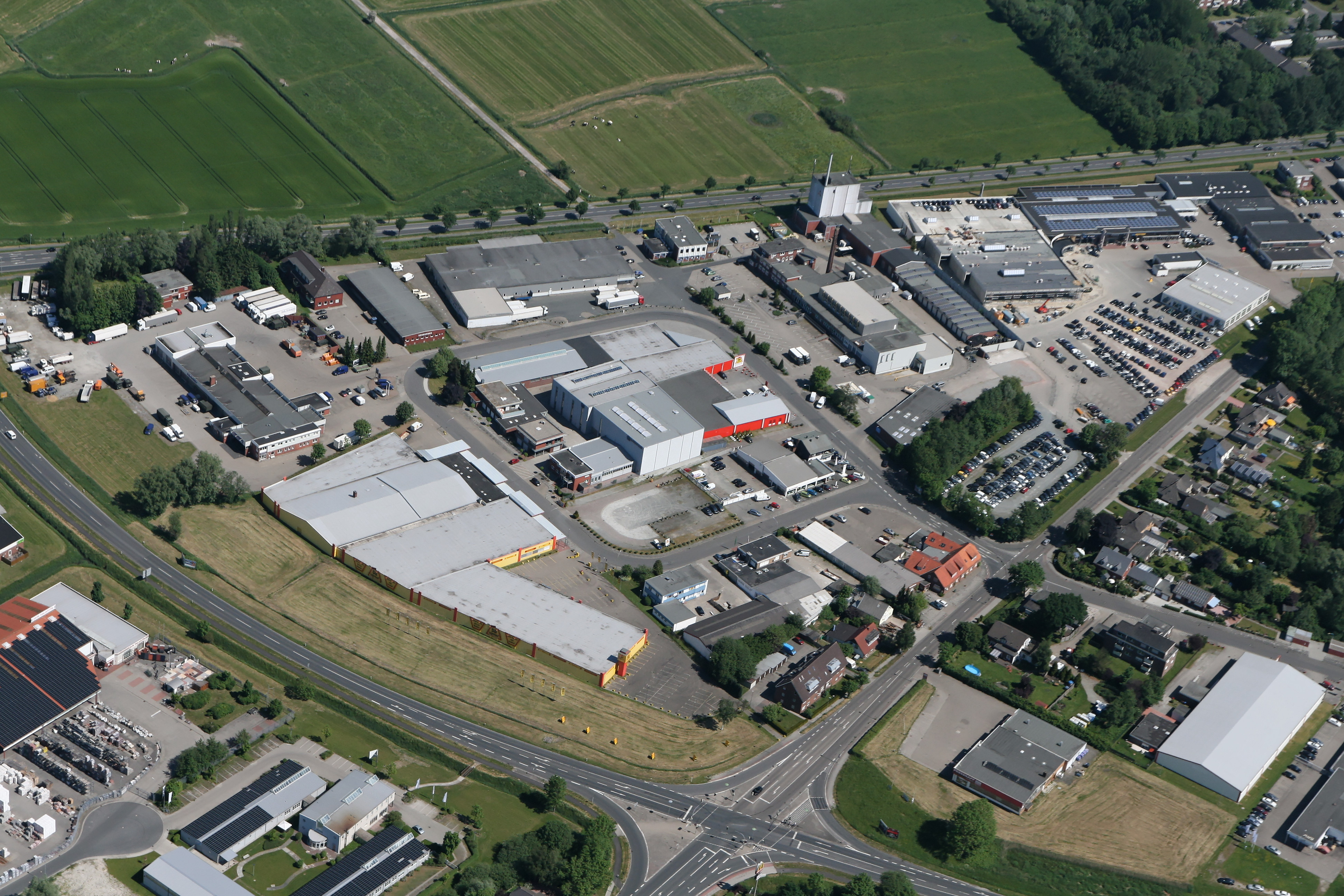
Gewerbegebiet „An der Junkerei“

Ebkeriege ist ein Stadtteil der kreisfreien Stadt Wilhelmshaven in Niedersachsen. Zum Stadtteil gehören die Stadtviertel Ebkeriege, Junkerei und Groß Belt. Der Stadtteil ist vor allem durch seine Gewerbebetriebe geprägt.

## Lage
Der Stadtteil liegt im südwestlichen Bereich der Stadt Wilhelmshaven. Er wird im Norden durch die Bundesstraße 210 (Oldenburger Straße), im Osten durch den Verlauf Genossenschaftsstraße, Güterstraße, Ladestraße und Banter Weg, im Süden von der Bahnstrecke Oldenburg–Wilhelmshaven sowie im Westen von der Stadtgrenze zum Sander Ortsteil Mariensiel begrenzt. Die namensgebende Straße Ebkeriege kreuzt den Stadtteil diagonal von Südosten nach Nordwesten.

## Geschichte
Der Name Ebkeriege geht auf einen alten Maadedeich zwischen der Schaarreihe und Mariensiel zurück, der vermutlich bereits um 1150 existierte und auf der Südseite der ehemaligen Maadebucht lag.  Auf dem alten Deichzug entstand zunächst ein Weg, später die Straße Ebkeriege, die bei der Besiedlung des preußischen Jadegebiets eine der wichtigsten Zufahrtswege nach Wilhelmshaven war. Dieser Deichzug, jetzt Straßen- und Stadtteilname, ist nach dem Besitzer der Landstelle am östl. Ende der Riege (=Reihe), dem Scheling Ebbeke oder Ibbeke, benannt worden. Als Scheling (=Deichrichter) hatte er die Aufsicht auf die den Deichpflichtigen obliegenden Unterhaltungsarbeiten am Deich.
Der Name des Stadtviertels Junkerei stammt von einem ehemaligen Bauernhof an der Ebkeriege. Der Name Groß Belt stammt ebenfalls von einem Gehöft, das heute noch an der Oldenburger Straße liegt.
Heute ist die Ebkeriege vor allem durch die Vielzahl von Gewerbebetrieben geprägt. Vor allem in den 1980er und 1990er Jahren haben sich hier viele gewerbliche Unternehmen angesiedelt.

## Wirtschaft und Infrastruktur
Im Stadtteil befinden sich mehrere verschiedene Gewerbegebiete. Im Gewerbegebiet An der Junkerei haben sich zunächst vornehmlich Autohäuser und Kfz-techniknahe Betriebe angesiedelt. Im Gewerbegebiet Güterstraße/Ladestraße finden sich zusätzlich Lebensmittel-Discounter und Baumärkte. Die Wohnbebauung ist sehr gering und befindet sich in erster Linie entlang der Ebkeriege und auf der Ostseite der Genossenschaftsstraße.
Im Stadtteil Ebkeriege liegt die gleichnamige Bundeswehrkaserne Ebkeriege, die während des Zweiten Weltkrieges entstand und zunächst als Arbeiterlager diente. Die Ebkeriege-Kaserne ist mit der Geschichte der Deutschen Marine eng verknüpft, da dort am 2. Januar 1956 die ersten Freiwilligen der neuen Bundesmarine untergebracht wurden. 
Jahrzehntelang war dort das Marinemusikkorps Nordsee untergebracht. Im Rahmen der Neustrukturierung der Bundeswehr war es außer Dienst gestellt worden und die Kaserne sollte zunächst 2016 geschlossen werden. Nachdem aber 2019 der Nachfolger, das Marinemusikkorps Wilhelmshaven neu aufgestellt wurde, zog dieses in die Räume des Vorgängers ein.
Derzeit wird die Kaserne nach erfolgter Renovierung zudem als Quartier für an Bord arbeitende Soldaten genutzt.

## Einwohner
Ebkeriege hatte Ende 2017 noch 490 Einwohner, nach 604 im Jahr 2000.
3,9 % der Bevölkerung sind Ausländer (Stand 2017). Der Wilhelmshavener Durchschnitt liegt bei 9,6 %. Der Anteil der Migranten liegt bei 16,1 % bei einem städtischen Durchschnitt von 21,8 %.